# B-モレル
B-モレル（ビー-モレル、1996年6月25日 - ）は、日本の男性YouTuber。大阪府出身。オリックス・バファローズのファンである。

## 概要・人物
オリックス・バファローズのファンとして、プロ野球の試合についての感想や各所での応援歌歌唱などを動画投稿している。
チャンネル名および活動名である「B-モレル」は、2016年から2017年までオリックスに在籍していたブレント・モレルをリスペクトしていることに由来する。ほか偽名として「坂本裕人」を名乗ったことがある。
2022年～24年にかけては東京都中央区銀座の新橋駅付近でオリックスファン以外も利用できる野球観戦バーである「サークルチェンジ」の店長を務めていた。
東北楽天ゴールデンイーグルス所属の辰己涼介選手と妻のセリーナと交流がある。
B-モレルの動画では春季キャンプにセリーナと訪れる様子や辰己選手の試合を観戦する様子などが投稿されている。

## 経歴
2016年8月25日、YouTubeに動画を初投稿。最初の動画は、「タフィ・ローズ巨人時代応援歌を吹いてみた」だった。
2020年6月18日、自身のYouTube動画にて同年限りでの引退を発表したが、翌2021年に引退を撤回。
2021年、関西の大学院を卒業。新卒で大手企業に就職し、東京へ引っ越す。しかし、YouTuberと会社員の両立は難しく、勤務していた会社を5か月で退職し、YouTubeを専業とするために活動拠点を大阪へ戻した。
2022年、里崎智也（元プロ野球選手・千葉ロッテマリーンズ）からお笑いの才能を見込まれ、R-1グランプリ2022に出場するが、一回戦敗退に終わっている。